# Batalha de Sviatohirsk
A Batalha de Sviatohirsk foi um confronto militar próximo à cidade de Sviatohirsk entre as Forças Armadas da Ucrânia e as Forças Armadas da Federação Russa durante a Guerra em Donbas, na invasão da Ucrânia pela Rússia em 2022.

## Antecedentes
Alguns ataques russos em Izium começaram em 28 de fevereiro de 2022, com contínuos ataques de mísseis realizados pelas forças militares russas a partir de 3 de março. Oito civis foram mortos em 3 de março, e o hospital central da cidade teria sido gravemente danificado. Em 1.º de abril, o Exército ucraniano confirmou que Izium estava sob controle russo. No dia seguinte, em uma entrevista para a Ukrinform, o vice-prefeito de Izium, Volodymyr Matsokin, afirmou que 80% dos prédios residenciais da cidade haviam sido destruídos e que não havia energia, aquecimento ou água na cidade. Kreminna foi a primeira cidade a cair durante a Batalha de Donbas anunciada pela Rússia em 18 de abril. O governador do oblast de Lugansk, Serhiy Haidai, relatou que 200 civis foram mortos, mas poderia haver mais. Autoridades ucranianas relataram em 25 de abril que forças russas foram mortas em uma explosão na prefeitura de Kreminna por uma explosão de gás. As forças russas controlam a cidade. Na noite do dia 19 de abril, Haidai relatou que as tropas ucranianas restantes se retiraram de Kreminna, dando às tropas russas controle total da cidade. Até 27 de maio, a maior parte da cidade de Lyman estava sob controle russo.

## Batalhas
Em 30 de maio de 2022, como resultado do bombardeio da cidade de Sviatohirsk, a Santa Lavra da Dormição de Sviatohirsk foi danificada, dois monges deste mosteiro e uma freira foram mortos, e três monges ficaram feridos. Na noite de 30 de maio, as Forças Armadas da Rússia lançaram um ataque terrestre muito mais massivo com intensos ataques de artilharia na cidade. Durante o dia 31 de maio, as tropas de infantaria da Rússia lançaram um assalto a Sviatohirsk com o objetivo de cercar toda a cidade.
Em 4 de junho, um incêndio de grande escala irrompeu no complexo da Santa Lavra da Dormição, e as chamas consumiram o santuário principal do mosteiro. Os ucranianos culparam as forças russas por iniciar o incêndio.
Durante 3 a 4 de junho, os ataques se intensificaram. O Ministério da Defesa da Federação Russa anunciou em 6 de junho que havia assumido o controle total da cidade de Sviatohirsk e da Santa Lavra de Sviatohirsk. Em 8 de junho, o Instituto para o Estudo da Guerra confirmou que as forças russas haviam avançado para a cidade, mas reconheceu que não estava claro se suas forças haviam conquistado completamente Sviatohirsk. Em 9 de junho, a mídia ucraniana afirmou que as forças russas haviam capturado uma parte da cidade e que outra seção a oeste ainda estava sob controle ucraniano. No entanto, relatos posteriores confirmaram que a cidade havia sido tomada pelas forças militares russas.

## Consequências
Em 10 de setembro, pouco após a recaptura de Izium pelas tropas ucranianas, fontes russas relataram que um ataque estava sendo conduzido pelas Forças Armadas da Ucrânia na cidade de Svyatohirsk. No dia 12, a Guarda Nacional ucraniana informou que havia recapturado a cidade.
De acordo com o Serviço de Segurança da Ucrânia, foi descoberto um local de detenção ilegal de pessoas perto da Lavra de Sviatohirsk, com itens que indicavam sinais de tortura.